# Psiloboletinus lariceti
Psiloboletinus lariceti är en svampart som först beskrevs av Rolf Singer, och fick sitt nu gällande namn av Rolf Singer 1945. Psiloboletinus lariceti ingår i släktet Psiloboletinus och familjen Suillaceae.   Inga underarter finns listade i Catalogue of Life.